# Leon Janiszewski
Leon Janiszewski (ur. 1810 w Kaliszu, zm. 27 lutego 1861 w Tyflisie) – polski poeta i muzyk.
Od 1829 roku studiował filologię polską na Królewskim Uniwersytecie Warszawskim, a w 1830 został nowicjuszem pijarskim. Zrezygnował z tej funkcji, aby wziąć udział w powstaniu listopadowym. Został w nim ranny; później zaś dostał się do niewoli. W latach 1831–1841 przebywał w Bobrujsku i jego okolicach. Został wysłany do Tyflisu, gdzie został nauczycielem muzyki. 
W latach 1842–1850 publikował artykuły i utwory poetyckie w czasopismach: Bibliotece Warszawskiej (1842-1843), wychodzącej w Tyflisie gazecie Kaukaz (1846), Pamiętniku Naukowo-Literackim (1849-1850), Roczniku Literackim (1849), Rubonie (1846-1949).
Jego twórczość zaliczana jest do późnego romantyzmu. Przetłumaczył także Cyganów i Jeńca kaukaskiego Aleksandra Puszkina.

## Wybrane utwory
- Obrazy i myśli z podróży do Tyflisu[3][4]
- Dwa dni[5]